# ثقافة إقليم الأندلس
ثقافة إقليم الأندلس أو ثقافة أندلوسيا (بالإسبانية: Cultura de Andalucía)‏ هي الثقافة التي تأثرت جذورها في أندلوسيا بمختلف الشعوب التي تركت بصمتها على مر العصور. وكما ساهم أيضا التاريخ والعوامل الجغرافية بشكل كبير على تشكيل الثقافة الحالية. وظهرت في مجلات عدة مثل الأدب والفلسفة والفن والرقص والمسرح والسينما والأساطير والفنون الشعبية
.

## الأدب

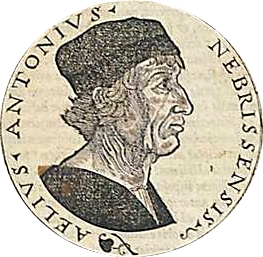
بورتريه لأنطونيو دي نيبريخا

إن حجم أندلوسيا في تاريخ الأدب القشتالي كبير جدا. ففي عام 1492، نشر أنطونيو دي نيبريخا عمله الشهير النحو القشتالي، ويُعد الأول من نوعه الذي يُكتب باللغة العامية في أوروبا. وفي عام 1528، كتبَ فرانسيسكو دليكادو لا لوثانا اندالوثا وهي رواية على نفس منوال لا ثلستينا، بينما قام الأشبيلي ماتيو اليمان بكتابة الفراش عثمان، وتعتبر أول رواية صعلوكية لكاتب معروف.
كما حازت المدرسة الأدبية الأشبيلية الإنسانية على أهمية خاصة وذلك لوجود مؤلفين بها نذكر منهم خوان دي مل لارا، فريناندو دي اريرا، جواتيرري دي ثتينا، لويس باراهونا دي سوتو، خوان دي لا كوييبا، جونثالو أرجوتى دى مولينا ورودريجو كارو.
أثناء فترة حبسه في السجن الملكي عام 1597، قام ثربانتس بإنتاج روايته الخالدة «دون كيشوت دى لامانتش» وفقاً لبدايتها في إشبيلية. ومع ذللك من غير المعروف ماإذا كان بدأ في كتابتها أثناء سجنه أم، ببساطه، واتته الفكرة هناك. وعلى أية حال هناك مقاطع مختلفة من الجزء الأول من دون كيشوت حدثت في أندلوسيا، وذلك للإشارات العديده لهذة الأرض، خاصةً في صيغتها الارستقراطية والحربية، كما هو واضح في جزئية حِماره رينكونيتي وخادمه كورتاديو، رواية نموذجية للبيئية الإشبيلية. ويمثل القرطبي لويس دي جونجورا أكبر دليل على طغيان الشكل الجمالي على المضمون في الشعر البروكي في العصر الذهبي.
حازت الرومانسية الأدبية الإسبانية على أحد قطبيها الأساسيين في الأندلس، مع مؤلفين مثل دوق ريفاس، جوزيه كادالسو وبيكّير. بينما في الأدب التقليدي الأندلسي تجد واحدة من أعلى مستوياته التعبيرية في «مشاهد الأندلسية» لسيرافين ايفيباتيث كالديرون وأعمال بيدرو أنطونيو دي ألاركون.
كما هو الحال في معظم إسبانيا، الإتجاه الرئيسي للشعر الأندلسي الشعبي هو الرومانسية، وبالرغم من هذا هناك أيضا المقطوعات الشعرية خاصة بالأندلس مثل لاسلويا أو لاسولييريا. هناك وفرة من أعمال الرومنثيات، التهويدات، الغناء الأوبرالي، الأناشيد، وأغاني العمل....إلخ.
والجدير بالذكر من الأدب هو الأدب الاسبانوعربي بلهجة أندلسية، مع كُتاب وُلِدوا في الأراضي الأندلسية الحالية، مثل علي بن حزم الأندلسي، ابن زيدون، ابن قزمان، ابن طفيل، المعتمد بن عباد، لسان الدين بن الخطيب، ابن زمرك.

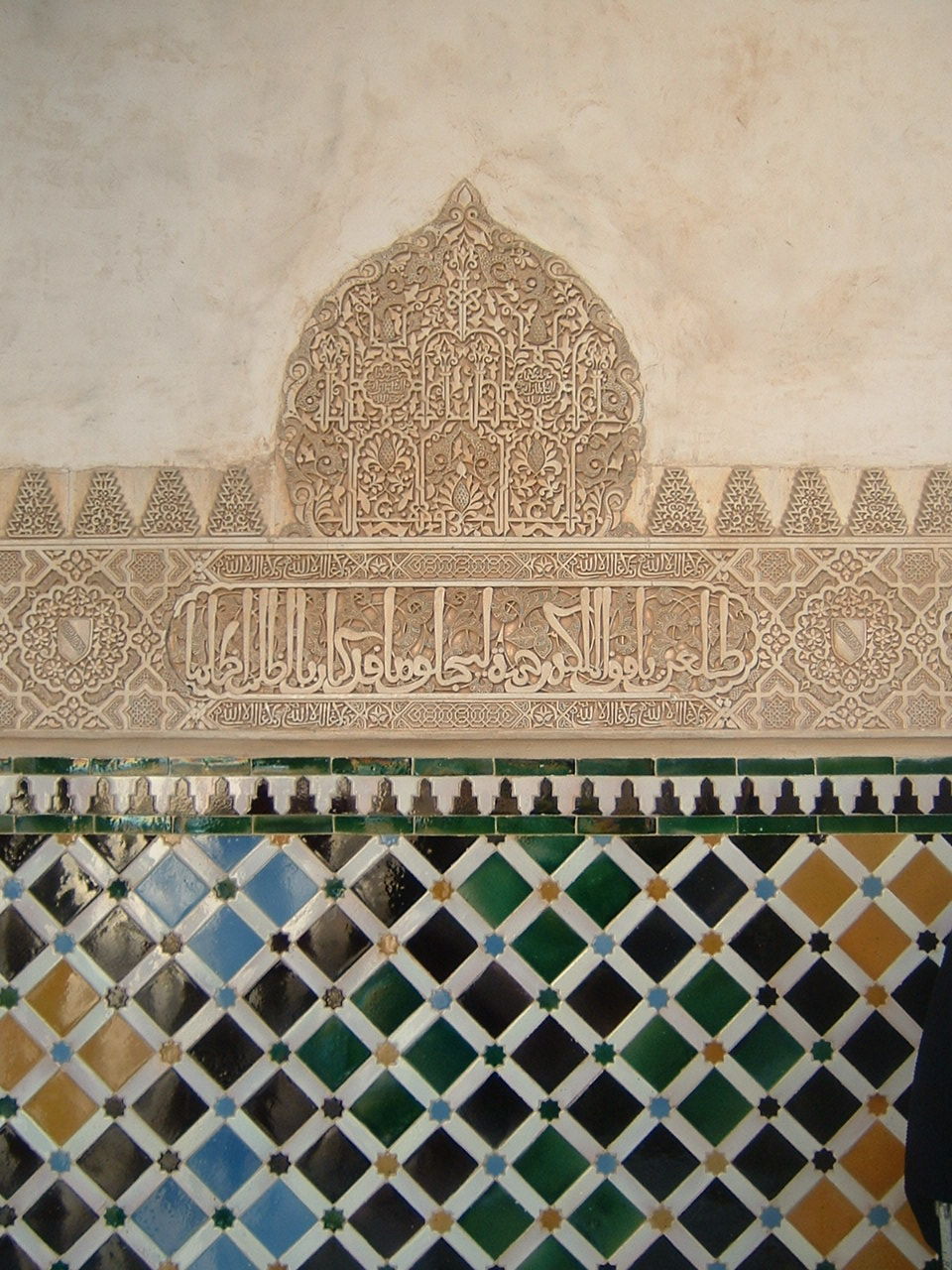
جزء من نقوش قصر الحمراء

## الفلسفة
من أبرز الفلاسفة والمفكرين الذين ولَدوا في الأندلس سينيكا، موسى بن ميمون، ابن رشد ، فرنان بيريز دي أوليفا ، سيباستيان فوكس مورسيو ، فرانسيسكو سواريز، انخيل جانيفت ، فرانسيسكو غينر دي لوس ريوس وأخيراً 'ماريا ثامبرانو' .

## الفن

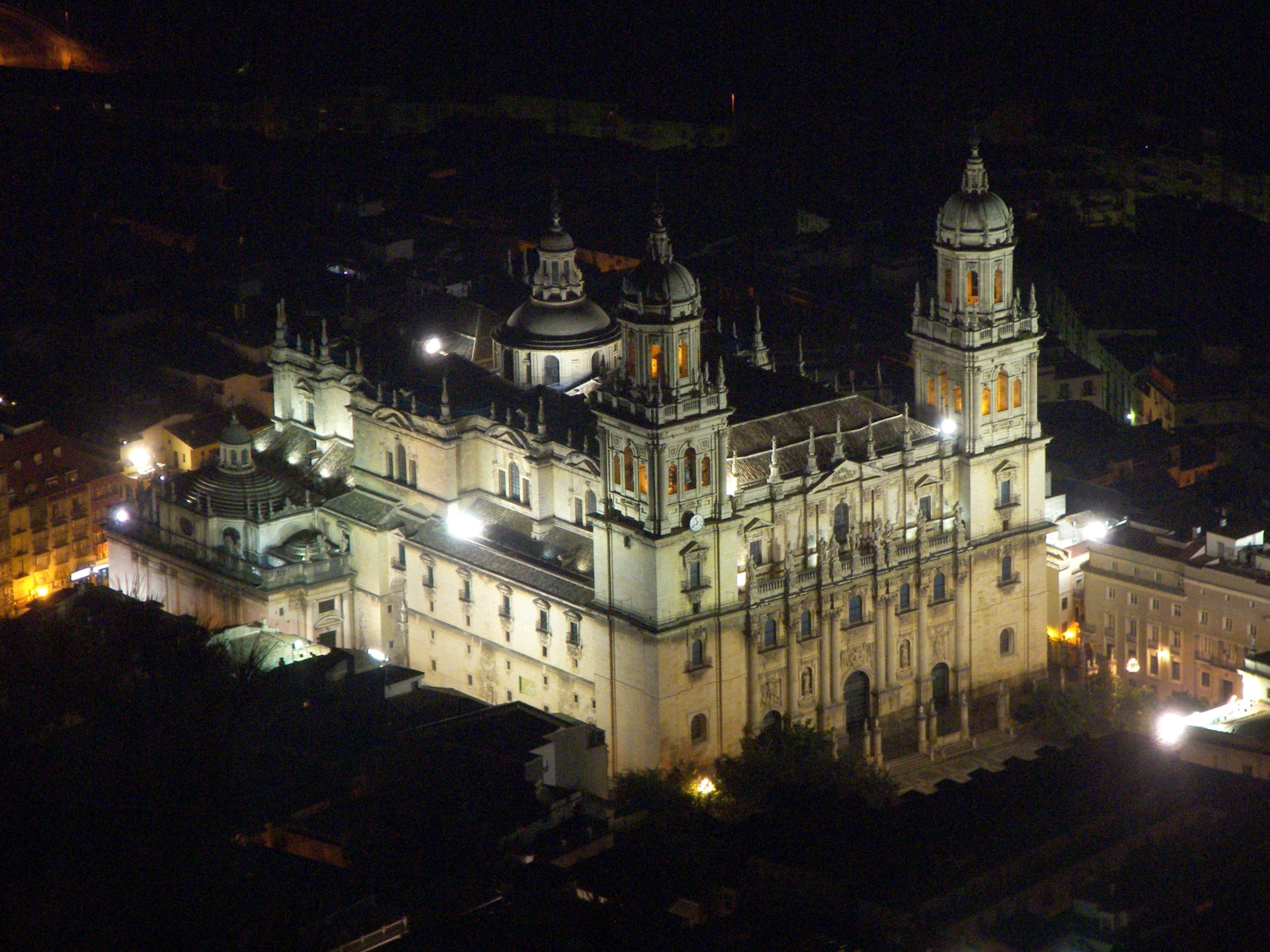
كاتدرائية جاين

### العمارة والعمران
منذ العصر الحجري الحديث حافظوا على امثلة هامة من حجر الميجا مثل: الدولمن من مينغا ومن الفييرا. ترجع الامثلة الأولى المتحضرة للعصر البرونزي منذ الاف السنين وإل أرغار، كلاهما في المرية.
حازت مقبرة دونا بلانكا على اهمية كبيرة كموقع أثري من العصور القديمة، أقدم مدينة فينيقية في شبه الجزيرة الإيبيرية، وكذلك حازت أنقاض ايطا اليكا.

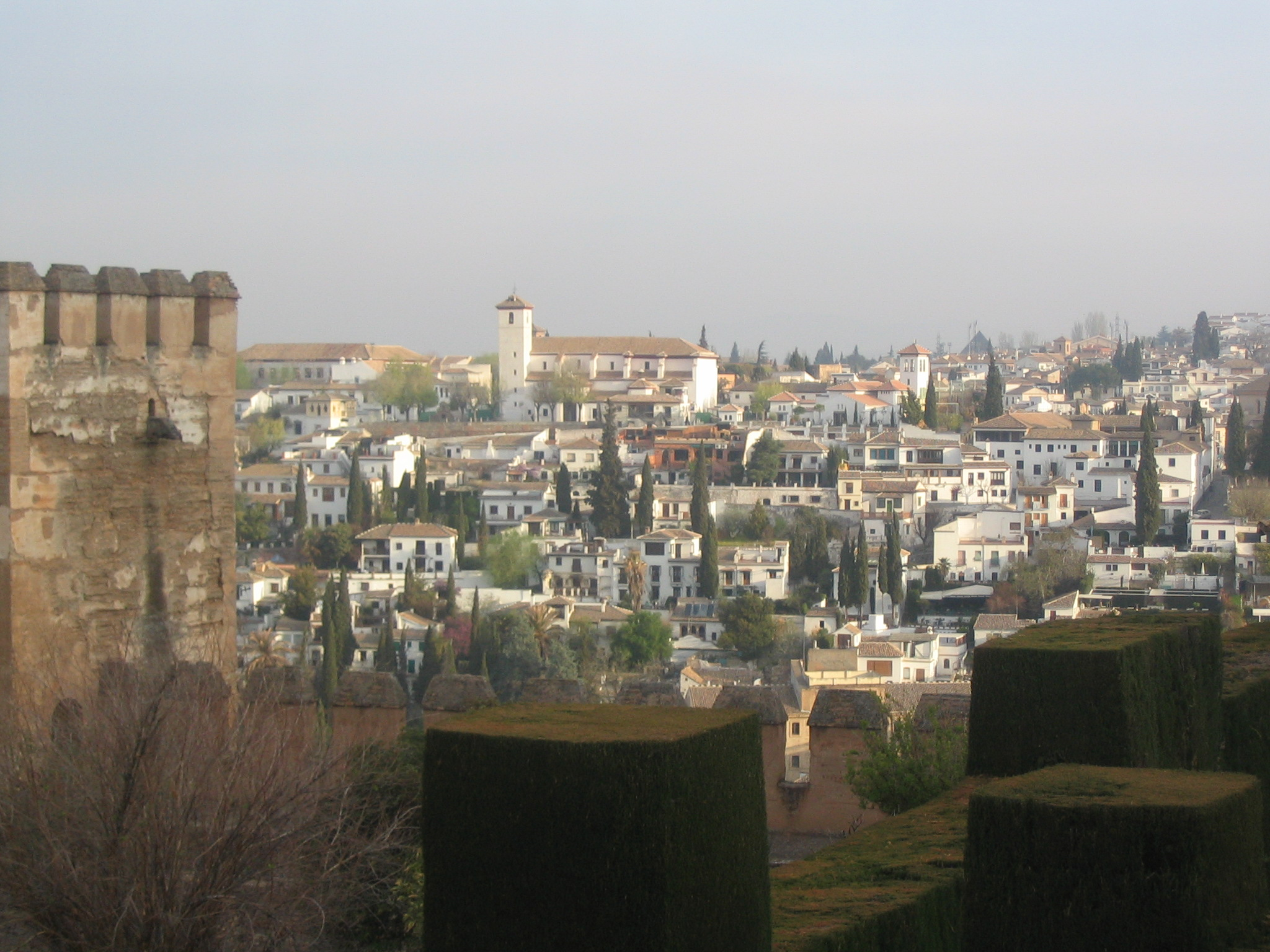
مشهد لقرطبه من مسجد الحمراء

ينتمي للعمارة الاسبانوعربيه أو الاندلسيه بعض المباني الأكثر تمثيلاً للأندلس مثل قصر الحمراء، جامع قرطبة والخيرالدة. اثرت العمارة الاندلسيه، شأنها شأن الرومانية القديمة، بطريقة ملحوظه على العمارة فيما بعد، خاصةً العمارة المدجنة، ومن امثلتها الرئيسية القصور الملكية في إشبيلية والكنائس الابريشيه في قرطبه وإشبيلية والتي تجمع بين عناصر انذلسية واخرى رومانية وقوطية. في وقت لاحق حددت الكاتدرائية في إشبيليه، أكبر معبد قوطي ف العالم، اسلوب لبناء باقي المباني في الممكلة، مثل ابرشية سان ميجيل دى خيريث، دير الميناء سانتا ماريا وأسواق سانلوكار دي باراميدا. المباني الاساسية في غرناطة هي المصلى الملكي والكاتدرائية، من زرع قوطي ومجسم نهضوي.
حازت العمارة في عصر النهضة على واحدة من أهم مراكزها في حكم جاين، ببناء كاتدرائته على يد اندريس دى بانديلبيرا، والتي اُستخدمت كنموذج لكاتدرائية ملقا وغواديكس، والتي كونت مع مجموعه من الاثار لمدينتي أبدة وبياسة، مواقع التراث العالمي مُعلَنة من قبل اليونسكو. كما شكلت أيضًا إشبيلية ومملكتها مراكز هامه للعمارة النهضوية، كما هو واضح في البلدية في إشبيليه، ومشفى الخمس جروح أو لا معبد دى خيريث على الحدود. حاز قصر كالوس الخامس على أهمية كبيرة لما له من طراز إيطالي.
تم الحفاظ على ابنية ترجع للعصر الباروكي مثل قلعة سان تيلمو في إشبيليه ومعبد غرناطه. ومن الكلاسيكيه مصنع التبغ في إشبيلية، ومن الكلاسيكيه الحديثة مباني من نواة قاديسية، مثل البلدية في قادس والسجن الملكي وكهف سانتا.
ضمن النمط التاريخي الخاص بالقرن ال19 والعشرين بَرَزت مجموعه عمرانيه في المعرض الايبروامريكي في اشبيليه عام 1929، حيث تظهر لا بلازا دى إسبانيا، بطلة غربية جديدة، والتي سُميت الحركة الإقليمية التاريخية. وقد حافظ أيضًا على التراث الصناعي الهام، متعلقًا بالأنشطة الاقتصادية المختلفة. من أهم امثله العمارة المُعاصرة جسر ألامييو وجسر باركيتا وهي عبارة عن أعمال تقع في إشبيلية بغرض المعرض العالمي الإشبيلي 1992.

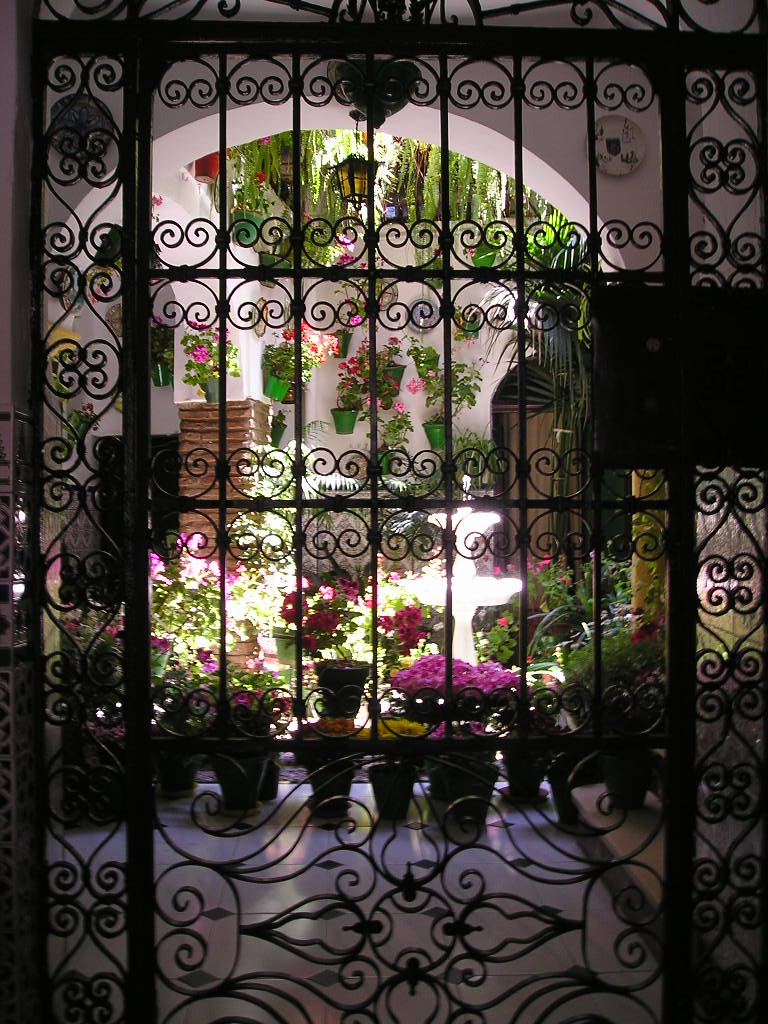
الفناء القرطبي

تمتاز العمارة التقليدية بنفس صفات دول البحر المتوسط والتي ترجع جذورها للعمارة الرومانية والعربيه وهي مشروطه بقوة بالمناخ. غالبا ماتُبنى المنازل الحضرية التقليدية جنبا إلى جنب لتجنب درجات الحرارة المرتفعة الخارجية. كذلك طغت الحوائط البيضاء الكلسية على وجود منافذ لتجنب دخول اشعة الشمس المفرطه. اعتمادا على المناخ وتقاليد كل منطقه، اسطح الممنازل قد تكون مدرجات، مكوِنة سقوف، أو اسطح مائية مشيده بقباب عربيه. يعتبر الفناء الداخلي عنصراً من أكثر الصفات الاساسية. من بين جميع الساحات الداخلية يشتهر الفناء القرطبي. اُعتيد استخدام قضبان من الحديد المطاوع والزوليج كعناصر للزخرفة. الأجزاء الاساسية للعمارة الأندلسية التقليدية هم النباتات، الزهور والمياه، في الشعبية والحضريه على حد سواء. وإلى جانب هذه العناصر المُعممه، يوجد انماط معمارية فريده، مثل عمارة ألبوخارا وكهوف من هويا دي غواديكس في سكرومونتى.
كما تظهر على الساحة في مجال العمارة الريفية منازل العمل، منازل المزارعين، الاثاث والقرية.

#### التراث التاريخي
- كتالوج التراث التاريخي الأندلسي
- المعهد الأندلسي للتراث التاريخي

### مواقع التراث العالمي في الأندلس
- 1984، 1994 قصر الحمراء، جنة العريف والبيثين، غرناطة
- 1984، المركز التاريخي في قرطبة
- 1984، 2005 الحديقة الوطنية دونيانا (التراث الطبيعي)
- 1987 كاتدرائية، القصر وارشيف الهنود في إشبيلية
- 2003 مجموعه ضخمة من عصر النهضة قي أبدة وبياسة

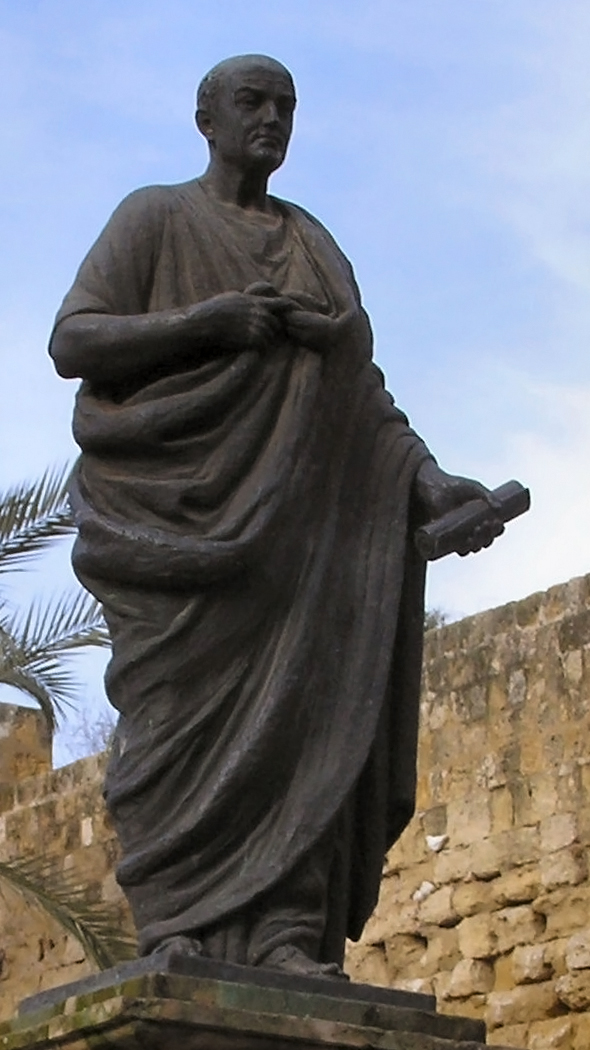

### النحت
النقوش الايبيرية من أشونة، سيدة بازا، أسد بونخالانثى، التوابيت الفينيقية في قادس وقطع من النحت الروماني من المدن البيتيكية (مدن رومانية) مثل ايتاليكا، تلك المنحوتات هي الشاهد على وجود فن النحت في الأندلس منذ العصور القديمة. بالرغم من مرور الزمن استطاعت الأندلس الحفاظ على بعض المنحوتات جدير ذكرها، حيث أن الإسلام هو حضارة إلى حد كبير غير تصويرية، ولكن برز استثناء في أسود قصر الحمراء والماريستان في غرناطة.

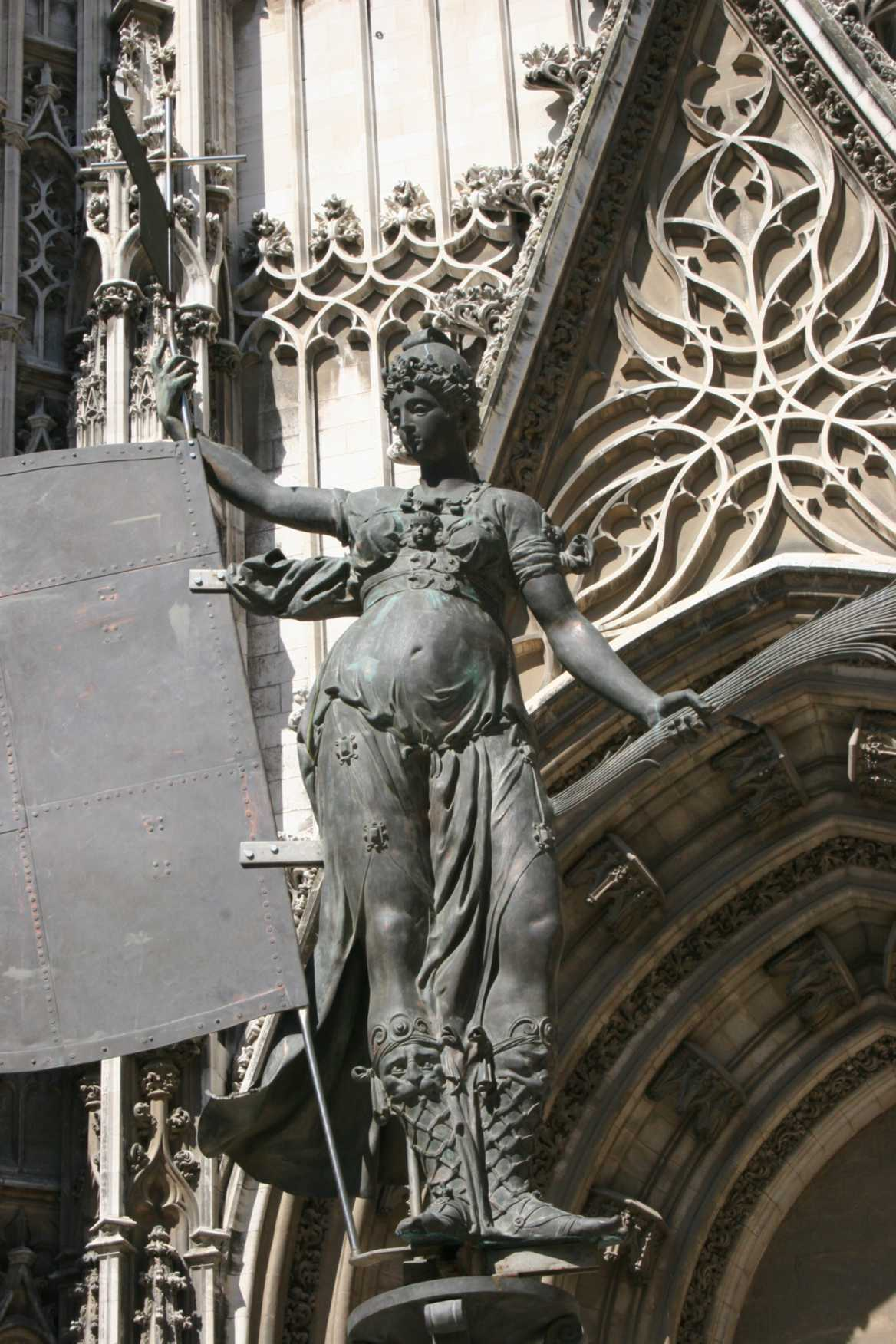
منحوته ايبيرية

في العصر الحديث، لعبت المدرسة الإشبيلية للنحت والغرينادين الدور الأساسي (مع «مدرسة فرعية» في مالقا)، مع مؤلفين مثل ميركادنتى دى بريتاني، ميلان بيدرو، خوان مارتينيز مونتانيس، بيدرو رولدان، خوسيه دي آرسي، جيروم بالباس، فرناندو أورتيز، ألونسو كانو و بيدرو دي مينا. عملت كلاً من المدرستين بشكل أساسي في الفن الديني عن طريق التصاوير الدينية وبراويز يتألف معظمها من الخشب.
وُجد النحت تحت عنوان غير ديني في الأندلس منذ القدم، كما يتضح من رخام منزل بيلاتوس في عصر النهضة والمنحوتات الأسطورية لدييغو دي بيسكيرا. ومع ذلك فإنه لم يصبح على نطاق واسع إلا في القرن التاسع عشر، على ايدي مؤلفين مثل انطونيو سوسييو.

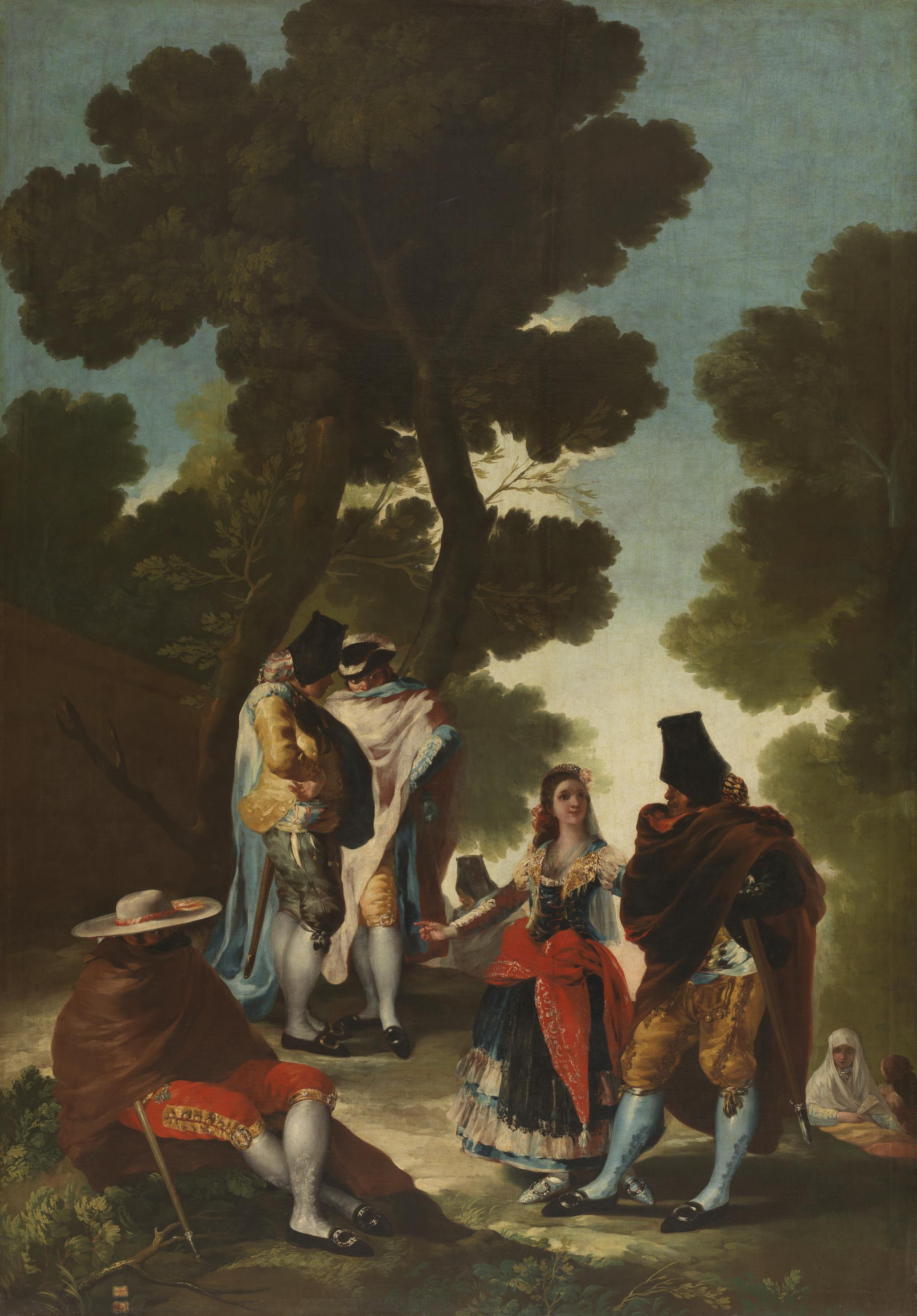
لوحة من أشهر لوحات جويا-الممشى الأندلسي

### الرسم
لعبت المدرسة غرناطية والمدرسة الإشبيليه على دور فعال خلال تاريخ الرسم في الأندلس. وتُعد المدرسة الاشبيلية واحده من أكبر المدارس التصويريه الإسبانية والأوروبية، والتي حازت على تاريخ حافل منذ القرن الخامس عشر حتى القرن التاسع عشر وكما ساهم في اثراء الفن مجموعه من الفنانين مثل: ثورباران، دييغو فيلاثكيث وموريو وأيضا بشكل نظري مثل فرانثيسكو باتشيكو ديل ريو. يُعتبر متحف الفنون الجميلة في اشبيلية ثاني أهم معرض ف إسبانيا، وجزء اساسي لمعرفة التاريخ العريض للفن التصويري الإشبيلي.
من وجهة نظر موضوعية، الرسم الكستومبوريسمو الأندلسي يستحق الذكر بشكل خاص، حيث نشأبرحيل الرومانسية على ايدي فنانين مثل: مانويل بررون، خوسيه جرثيا راموس، جونثالو بيلبوا وخوليو روميرو دى توريس والممثلة بشكل جيد في مجموعة كارمن 
تيسين-برونيميسا.

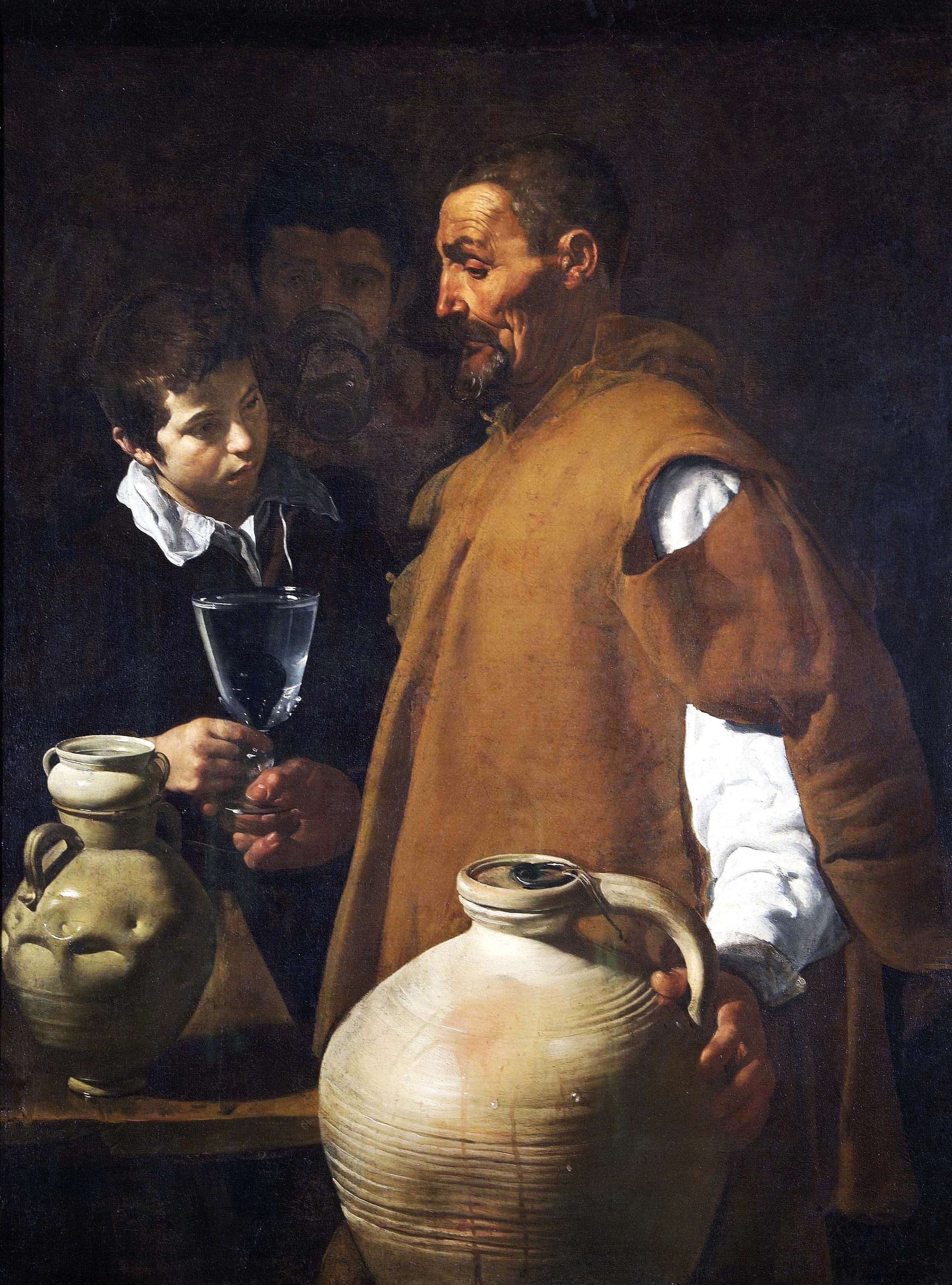
ساقي اشبيليه - بيلاسكس

الشخصية الرئيسية في تمثيل الرسم المعُاصر هو الرسام الملقي بابلو بيكاسو، عُرضت أعماله بشكل واسع في متحف يحمل إسمه في مسقط رأسه ملقا.

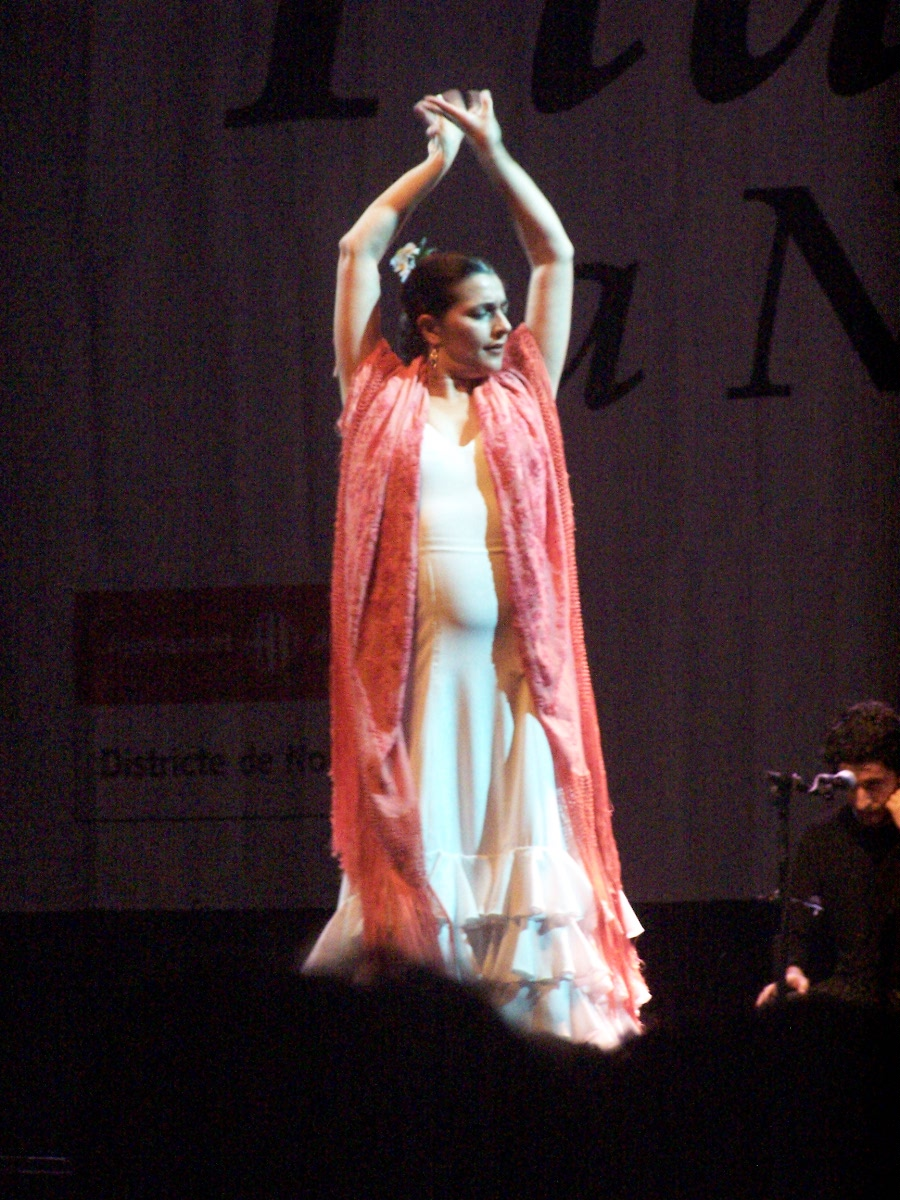
الفنافة انخيليس

## الرقص والغناء
تُعرف باسم الموسيقى الأندلسية، ولا يُقصد فقط الموسيقى الشعبية الأندلسية نفسها، ولكن فرع معين من الموسيقى، سواء النوع الشعبي أو الثقافي، مُحددًا بمجموعه خصائص في المجال المتري، اللحني والتناسقي. ولذلك يمكن بشكل خاص تناول الموسيقى الأندلسية المُكونه من ملحينين غير أندلسيين. في مجال علم الموسيقى، غالبا ما يُسمى هذا الاتجاه الاندلوثيسمو الموسيقي.
الفلامنكو هو نوع من الموسيقى والرقص الذي نشأ وتطور في الأندلس في القرن الثامن عشر، والتي تقوم على الموسيقى والرقص الأندلسي والذي بدوره اثر بشكل ملحوظ على العرق الغجري الأندلسي. يُعد الغناء، الألعاب والغناء هي الجوانب الأساسية للفلامنكو. أصبح الفلامنكو واحدًا من ابرز المراجع للثقافه الأندلسية والاسبانيه حول العالم.

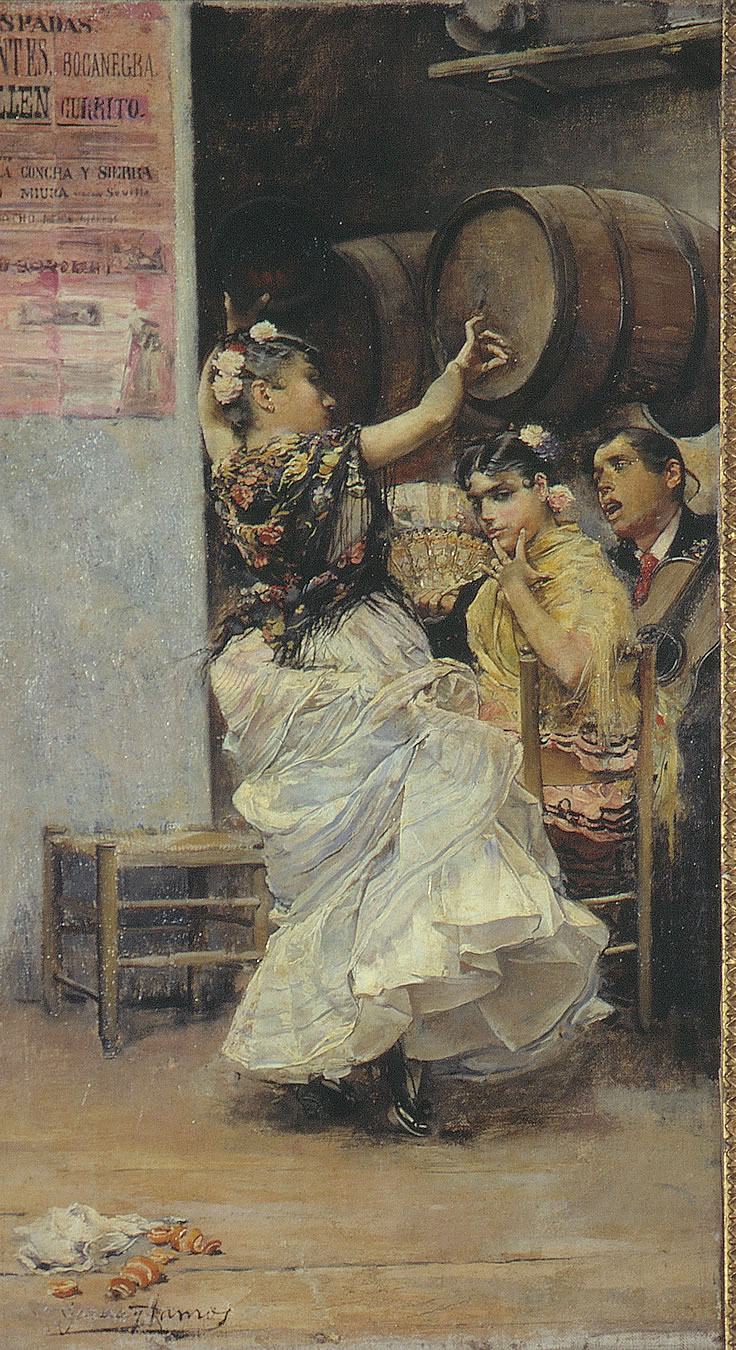

الملحنين الاساسيين في تاريخ الموسيقى الاندلسيه هم: كرستوفال دى مورالس، فرانسيسكو جريرو، فرانسيسكو كورييا دى اراويكسو، مانويل جارثيا، مانويل دي فايا، خواكين تورينا، مانويل كاستيو وعازف الجيتار اندريس سيجوفيا، الاب الروحي للإيتار الكلاسيكي الحديث.
- الهليون روك
- المهرجان الدولي للموسيقى في مدينة ايامونتي

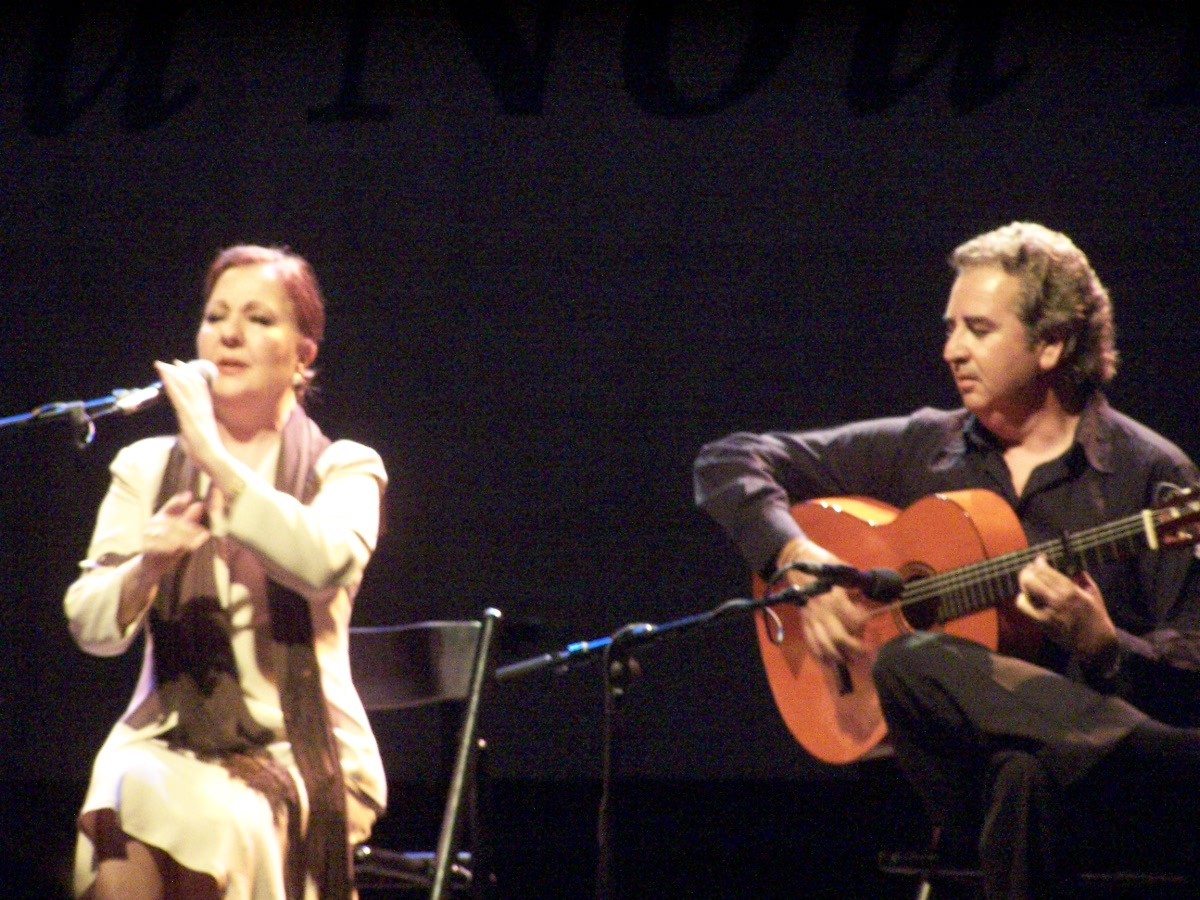
كارمن ليناريس

- مهرجان الصيف في ملقة
- بينالي الفلامنكو
- مهرجان الجاز الدولي في غرناطة
- مهرجان البوب للرقص

## المسرح والفنون الإستعراضية
- مهرجان المسرح في إلإيجايدو، معلناً الاهتمام السياحي الوطني.

في عام 2008 تأسس في إلإيجايدو (المرية) المركز الأندلسي المسرحي متصلاً بالرابطة الدولية لهواة المسرح الذي افتتح بدوره أنشطته عند الاحتفال بالاجتماع الدولي الخامس لهواة المسرح في دول البحر الأبيض المتوسط في أغسطس 2009.
- مهرجان دولي للمسرح في كاثورلا
- عرض مسرحية الخريف في أبدة
- مهرجان أمريكا اللاتينية المسرحي في قادس

## السينما
اقتصر تاريخ السينما في الأندلس على استخدام النموذج الأصلي لكل ماهو أندلسي (الفلامنكو، مصارعي الثيران، الدين، قُطاع الطرق، الفارس، المهاجرين أو الصورة الأندلسية المضحكة الغامضة)، والتي استُغلت على نطاق كبير خاصة خلال العقود 40 حتي 60 وقد انتهت معززة بالصورة الواقعية الأندلس. من جهة أخرى، كان لمحافظة المرية مجموعة من الأفلام الأسطورية الغربية، حيث وجد المنتجين الأمريكيين والإيطاليين مشهد مثالي لإبداعاتهم، الذين قاموا صناعة السينما الوحيدة في ذلك الوقت ذات صلة بالواقع حتى ظهور العصر الديمقراطي.
بالرغم من ذلك، فإن السنيما الاندلسه أرست جذورها منذ بدايات القرن العشرين، مع خوسيه فال دل عُمر كمصدر وبعد ذلك عاشت السنيما عصر مزدهر مع مخرجين مثل انطونيو كوادري (قلب الأرض)، تشوس خوتيرريث (بونينتى)، تشيكي كارابانتى (كارلوس ضد العالم)، البرتو رودريجيث (سبع عذارى)، انطونيو باناديرس (طريق الإنجليز) أو بينيتو ثامرانو (وحيدات) مدعومين من النقاد المحليين والعالميين.
عام 2007 وصل عدد التصوير السنمائي أكثر من الف. بالرغم من أن السينما هو النوع الأكثر دلاله، من وجهة النظر الصناعية التصوير السينيمائي للاعلانات التليفزيونيه هو الذي أذِنَ باعتبار صناعة السينما قطاع ينمي الاقتصاد الأندلسي.
علم السنما الأندلسي، بفرعفي قرطبة، هو الهيئة العامة المسؤولة عن التحقيق، جمع ونشر التراث الأندلسي السينمائية، هذا النشاط الأخير ساهم بشكل كبير أيضا بالمهرجانات السنوية مثل: مهرجان السنما الإسبانية في ملقا، المهرجان الدولي للأفلام القصيرة في ألميرية، مهرجان السينما الايبوامريكيه في هويلفا، العرض السينمائي للمحيط الأطلسي في قادش أو مهرجان الدولي للسينما الغير معروضه في اسلانطيا.

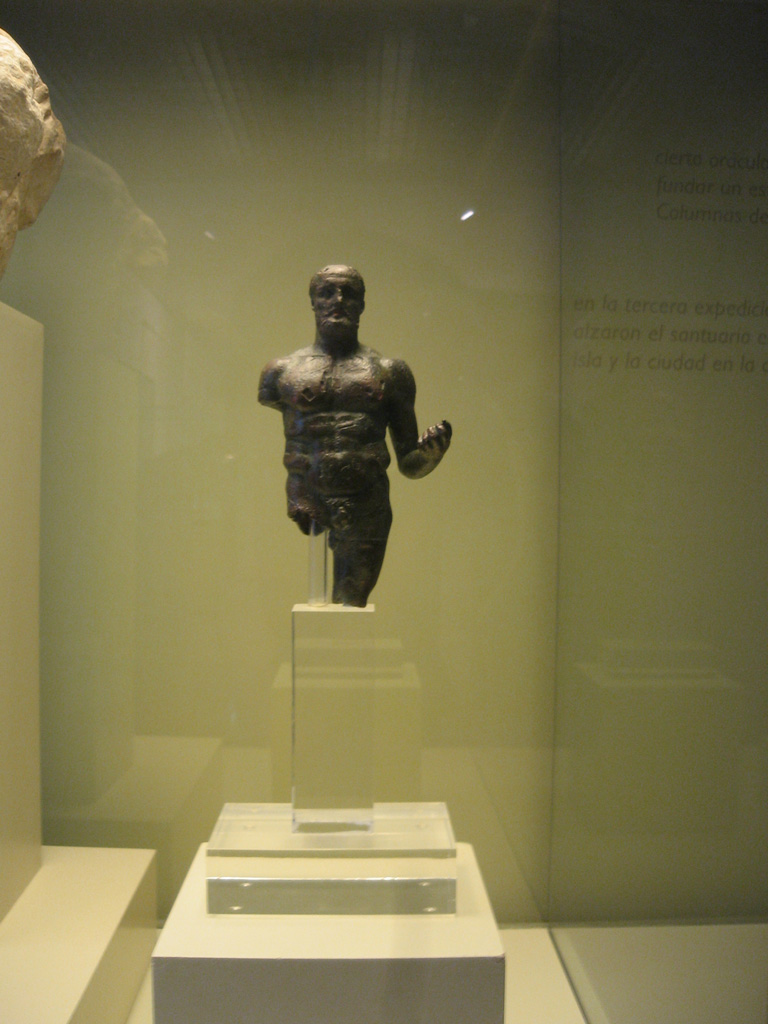
تمثال هرقل

## الأساطير
كانت الأرض التي تعرف الآن باسم الأندلس مسرحاً لبعض الأساطير، التي كانت شائعة الثقافات المختلفة لحوض البحر الأبيض المتوسط في العصور القديمة. طورت العلاقات التجارية بهذه الحضارات مع الأراضي الأندلسية الحالية، المنظور الاسطوري أو شبة الاسطوري لهذا الإقليم، الواقع حيث تتعامد الشمس، على الحدود الغربية من أوروبا، وبالتالي، العالم المعروف.
مع وجود الاستعمار الفينيقي انتشرت عبادة بعل وملقرت، والذي ظل حتى العصر الروماني تحت اسم هيراكليس، المؤسس الاسطوري لمدينتي قادس وإشبيلية. ودليلا على اخلاص هيراكليس حاز على معبد شهير في الأراضي الاندلسيه (هيراكليس جاتيدانو)، يُعرض به أعماله الاثنى عشر، بين بينهم يقع العمل العاشر في مدينة أندلسية الحالية. يدور هذا العمل حول سرقة ثيران الجريون، والذي اعُتيد اعتباره واحداً من الملوك الاسطوريين لمدينة تارتيسوس. أعمدة هرقل، تم تحديد معظمها من صخرة جبل طارق والبيلا وقد تم اعتبارها تمثال أو تذكار لهيراكليس البطل. وأيضاً الطريق الروماني الذي وحَدَ جادس بروما متخذا لقب فيا هيراكلا، افتراضاً انه الطريق الذي اتخذه هيراكليس في طريق العودة بعد سرقة قطيع ثيران جرايون. حالياً درع اندلوسيا يُظهر هيراكيليس بين اسدين، مركبه من درع قادس وشبيهه درع تشايكلانا دي لا فرونتيرا.
وفقاً لما هو مُعتاد، أوديسيوس ورفاقه، مر في جولته على سواحل شبه الجزيرة الايبريه بعد حرب طرواده. واحدا منهم، هو مينيستيو، ملك اثينا، بعد حرب طروادة أُسست مستعمرة ميناء مينيستيو، والتي انشأت بالطبع بعد اغتصاب عرشه اثناء حصار طرواده. اعتادوا تحديد هذه المتعمرة بميناء سانتا ماريا.
اختفت مدينة تارتيسوس، التي يُفترض انها تقع في جزيرة عند مصب النهر الذي يحمل نفس اسمها، تحت الماء، وقد دعاها البعض تارسيس كما هي محدده في الكتاب المقدس أو أطلانطسكما وصفها أفلاطون. وأيضا شارك ملوكها الاراجانطونيو، جرييون، ابيس ونوراكسفي هالتها الشبة اسطورية.

## الفنون الشعبية

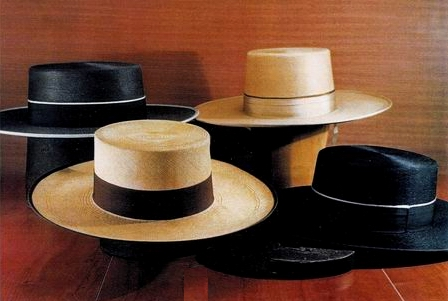
مجموعه من القبعات الأندلسية

### اللباس
القرن 18، لعبت الأندلس دور اساسي في تطوير التقليديات، والتي حازت في الماخيسمو على واحدة من اغرب مظاهرها. كما قام نموذج الماخو أو الماجا (الجميلة) مرتبطًا بملابسهما الخاصة، جنبًا إلى جنب مع ملابس قاطع الطريق الأندلسي وملابس النساء الغجر، بدورًا حاسمًا في تشكيل اللباس في قطاع كبير من الأندلس.
توجد مجموعة متنوعة من القبعات الأندلسية المُستخدمه بشكل اساسي من قِبَل الرجال، مثل القبعة القرطبية أو واسعة الحواف، القالانياس، الكاتيتا والباباوية. وتُعد البدلة المسماة بالقصيرة صفة مميزة، بدلة ذكورية روتينية مرتبطه بملابس راعِ البقر، تتكون من سروال ضيق، سترة، حذاء برقبة عالية، صدرية وقبعة واسعة الحواف. البدلة الغجرية أو الفلامنكية، هي ملابس نسائية ضيقة، مع الكشكشة على الجزء السفلي وعلى الأكمام. وكملحقات يُصاحب هذه الملابس شال كبير أو صغير من المانيلا، مروحة، مشط وزهور على الشعر. وتتميز هذه البدلة بكونها تقليديه وتخضع لمتطلبات الموضة، مع نزعات تجديدة في الحفلات والمواسم.
متحف الفنون والتقاليد في اشبيلية يجمع العديد من الملابس التاريخية في الأندلس.

### الحِرَف
- فن الزليج والتبليط
- جلد الماعز
- الكليم
- الترصيع

### الفروسية
- المدرسة الملكية الأندلسيه لتعليم الفروسية
- تدريب الحصان الكلاسيكي
- تدريب الحصان كرعاة البقر

### المهرجانات والعروض
- كرنفال قادس، بين يناير كانون الثاني وفبراير شباط.
- 28 فبراير، يوم الأندلس.
- 19 مارس، فشل سان خوسيه في مانشا ريال مانشا (خاين). الفشل الوحيد في الأندلس، معلَناً باهتمام سياحي وطني.
- عيد الفصح أو أسبوع الآلام، في مارس أو أبريل.
- عيد أبريل، قادس.
- حج السيدة العذراء في أندوجر (خاين)، شهر أبريل.
- حج سان ايسيدرو ابرادور في لوس باريوس (قادس) في أبريل نيسان.
- مسابقة الباحات القرطبية، الأسابيع الأولى من مايو.
- عيد الخيول في شريش، في مايو ايار.
- عيد سيدة الصحة في قرطبة، في مايو ايار.
- مايو، في قرطبة وغرناطة وإشبيلية والمرية.
- حج إلروسيو في ألمونتي (ولبة)، مايو ويونيو.
- مايو أو يونيو مهرجان كوربوس كريستي في غرناطة.
- مهرجانات كولومبية في ولبة (أغسطس).
- عيد عذراء البحر في المرية، في أغسطس اب.
- عيد أغسطس، ملقا.
- حج عذراء بالمى في دوس إيرماناس، يوم الأحد الثالث من أكتوبر تشرين الأول.
- أكتوبر، عيد سان لوكاس دي خاين، العيد الأخير في السنة في إسبانيا.